# بيير هاسترت
بيير هاسترت (بالفرنسية: Pierre Hastert)‏ (8 سبتمبر 1912 – 23 أبريل 1972) هو سبّاح لوكسمبورغي راحل، مثّل بلاده في الألعاب الأولمبية الصيفية 1936.

## روابط خارجية
بيير هاسترت على موقع اللجنة الأولمبية الدولية (الإنجليزية)
- بيير هاسترت على موقع أوليمبيديا (الإنجليزية)